# Арсеній Радкевич
Арсеній Антін Радкевич (14 квітня 1759, Волиця — 1 серпня 1821, Львів) — галицький учений-василіянин, професор гебрейської та грецької мов і герменевтики в обох відділах богословського факультету Львівського Університету (у 1787 році — Studium Ruthenum і 1791 — Studium Latinum). У 1797 і 1804 роках — декан богословського факультету Львівського університету. У 1818–1821 роках— протоігумен галицьких василіян.

## Життєпис
Народився 14 квітня 1759 року в селі Волиця Комарева Белзького воєводства (нині с. Волиця Сокальської міської громади Шептицького району Львівської області) в сім'ї місцевого пароха о. Стефана Радкевича і його дружини Марії. Закінчив гімназію піярів у Варяжі і за намовою ченців ледь не вступив до їхнього ордену, однак цьому спротивилися батьки. 8 серпня 1778 року вступив до Василіянського Чину на новіціят у Почаївський монастир і там 20 серпня наступного року, із-за браку років, приписаних законодавством, склав лише тимчасові обіти. Філософські студії проходив у Замості, а богослов'я у монастирі святого Юра у Львові і Львівському університеті. У листопаді 1784 року на завершення богословських студій написав дисертацію «Tentamen publicum ex Historia Ecclesiastica», присвячену єпископові Петрові Білянському. 19 жовтня 1785 року склав вічні чернечі обіти і 30 жовтня того ж року отримав священничі свячення з рук владики Білянського. Після висвячення душпастирював і вивчав німецьку мову в Дрогобичі, однак невдовзі через хворобу виїхав до Львова і був призначений особистим секретарем протоігумена Віктора Старожинського.
Урядовим декретом від 15 серпня 1787 року о. Радкевич був іменований надзвичайним професором (лектором) руської катедри єврейської мови і герменевтики Старого 3авіту богословського факультету Львівського університету, а 5 жовтня 1791 року надзвичайним професором відповідно латинської катедри. Для Studium Ruthenum уклав рукописний підручник грецької і єврейської мов та герменевтики і пояснення Святого Письма, який високо оцінили сучасники і наступні покоління студентів і викладачів університету. У 1796 році на основі тези «Positiones ех disciplinis theologicis» отримав докторський ступінь з богослов'я. Двічі богословський відділ університету обирав о. Арсенія Радкевича своїм деканом (1797 і 1804). Два рази був кандидатом на єпископську катедру.
Був вікарієм василіянського монастиря при катедрі святого Юра у Львові, а коли монастир закрила державна влада, став ігуменом монастиря святого Онуфрія, куди перейшли ченці зі Свято-Юрської обителі. Упродовж 1815–1819 років за ігуменства Радкевича відбулася перебудова Свято-Онуфріївського монастиря — надбудований другий ярус келій, збудована нова дзвіниця (1820), у монастирській церкві замість розібраної малої напівкруглої вівтарної апсиди 1821 споруджено прямокутну видовжену (до неї прибудовано прямокутну захристію). У 1818–1821 роках очолював василіянську провінцію Найсвятішого Спасителя.
Помер 1 серпня 1821 року у Львові. Був похований на цвинтарі монастиря святого Онуфрія.